# Усов, Антон Иванович
Анто́н Ива́нович У́сов (1895—1981) — советский валторнист и педагог. Заслуженный артист РСФСР (1944). Заслуженный деятель искусств РСФСР (1966).

## Биография
В 1909—1914 годах был музыкантом военного духового оркестра 1-го казачьего полка. В 1916 году окончил Московскую консерваторию по классу валторны у Ф. Ф. Эккерта. С 1916 года  работал в оперном оркестре Сергиевского народного дома.С 1918 солист оркестра Большого театра, в 1928—1945 Большого симфонического оркестра Всесоюзного радио. Играл в Персимфансе (1922—1932). В 1938—1979 преподавал в Московской консерватории (с 1944 профессор), одновременно в 1944—1956 — в Музыкально-педагогическом институте им. Гнесиных. Автор книги «Вопросы теории и практики игры на валторне» (М., 1957, 21965), научно-методических статей, пьес учебно-педагогического репертуара.
Заслуженный артист РСФСР (1944). Заслуженный деятель искусств РСФСР (1966).
Награждён орденом «Знак Почёта» (1949).
Похоронен на Ваганьковском кладбище (27 уч.).